# Camino Sacristán
Camino Sacristán är en ort i Mexiko.   Den ligger i kommunen San Pedro Ixcatlán och delstaten Oaxaca, i den sydöstra delen av landet, 300 km sydost om huvudstaden Mexico City. Camino Sacristán ligger 89 meter över havet och antalet invånare är 437.
Terrängen runt Camino Sacristán är varierad. Runt Camino Sacristán är det ganska glesbefolkat, med 39 invånare per kvadratkilometer. Närmaste större samhälle är San Pedro Ixcatlán, 2,9 km nordost om Camino Sacristán. Omgivningarna runt Camino Sacristán är en mosaik av jordbruksmark och naturlig växtlighet.